# 50-km-Straßenlauf-Weltmeisterschaften

World Athletics-Logo

Die 50-km-Straßenlauf-Weltmeisterschaften (engl.: 50 km World Championships) sind ein seit 2015 von der International Association of Ultrarunners (IAU) unter der Schirmherrschaft des internationalen Leichtathletikverbandes World Athletics ausgerichtete Ultramarathon-Wettkämpfe, die als Straßenlauf über eine Distanz von 50 km ausgetragen werden. Männer und Frauen werden einzeln als auch in Länderteams gewertet, wobei jeweils die Zeiten der drei Besten für die Teamwertung zählen.

## Geschichte
Mitte 2014 gab die IAU bekannt, dass von 2015 bis 2017 die Veranstaltung in Doha (Katar) durchgeführt werden sollte, um den Sport in der dortigen Region zu fördern. Der jährliche Austragungsturnus sollte bis 2017 beibehalten und dann einer Überprüfung unterzogen werden.
Die Weltmeisterschaften ersetzten das ebenfalls von der IAU veranstaltete 50 km World Trophy Final, deren 10. und letzter Wettbewerb am 31. Oktober 2014 ebenfalls in Doha ausgetragen wurde.
Ende März 2017 teilte die IAU mit, dass der Vertrag zur Ausrichtung der dritten Veranstaltung in Doha vom örtlichen Ausrichter gekündigt wurde und man mit einem chinesischen Ausrichter und dem Leichtathletikverband in Verhandlungen stehe, um die Meisterschaften 2017 durchführen zu können. Die Veranstaltung fiel jedoch letztlich aus, ebenso im Folgejahr. Die dritten Weltmeisterschaften fanden 2019 im rumänischen Brașov statt.

## 50-km-Straßenlauf-Weltmeisterschaften
|     | Jahr | Datum        | Ort/e  | Land           | Zieleinläufe     | Ergebnisse             |
| --- | ---- | ------------ | ------ | -------------- | ---------------- | ---------------------- |
| 01. | 2015 | 4. Dezember  | Doha   | Katar          | 56 (32 m, 24 w)  | Final Official Results |
| 02. | 2016 | 11. November | Doha   | Katar          | 50 (29 m, 21 w)  | Ergebnisse             |
| 03. | 2017 |              |        | ausgefallen    |                  |                        |
| 04. | 2018 |              |        | ausgefallen    |                  |                        |
| 05. | 2019 | 1. September | Brașov | Rumänien       | 135 (76 m, 59 w) | Ergebnisse             |
| 06. | 2020 |              |        | ausgeschrieben |                  |                        |

## 50-km-World-Trophy-Final
Der Wettbewerb wurde 2005 als IAU 50 km World Trophy ins Leben gerufen und war der Abschluss der IAU 50 km Challenge-Serie. Die Läufer mussten sich mit Leistungen in einer von neun vorangegangenen Wettkämpfen qualifizieren. Der Sieger bei der Männern als auch bei der Frauen wurde durch Addition der Bestzeit aus einem der vorangegangenen Qualifizierungswettbewerbe und der Trophy-Laufzeit ermittelt. Später ging man von dieser Zählweise ab, und die Trophy war bis zu ihrem Ende 2014 ein reines Finale. 2008 and 2013 wurden die Finals auf Grund eines übervollen Wettkampfkalenders ausgesetzt.

### Veranstaltungsliste
|     | Jahr | Datum         | Ort/e       | Land        | Zieleinläufe     | Ergebnisse |
| --- | ---- | ------------- | ----------- | ----------- | ---------------- | ---------- |
| 01. | 2005 | 16. Oktober   | Palermo     | Italien     | 50 (41 m, 9 w)   | Results    |
| 02. | 2006 | 16. September | Winschoten  | Niederlande | 44 (32 m, 12 w)  | Results    |
| 03. | 2007 | 14. Oktober   | Palermo     | Italien     | 68 (53 m, 15 w)  | Results    |
| 04. | 2008 | -             | -           | -           | -                | -          |
| 05. | 2009 | 31. Oktober   | Gibraltar   | Gibraltar   | 29 (22 m, 7 w)   | Results    |
| 06. | 2010 | 29. August    | Galway      | Irland      | 35 (24 m, 11 w)  | Results    |
| 07. | 2011 | 20. August    | Assen       | Niederlande | 101 (81 m, 20 w) | Results    |
| 08. | 2012 | 20. Oktober   | Vallecrosia | Italien     | 40 (28 m, 12 w)  | Results    |
| 09. | 2013 | -             | -           | -           | -                | -          |
| 10. | 2014 | 31. Oktober   | Doha        | Katar       | 37 (17 m, 15 w)  | Results    |